# غوان أبيض الحاجب
غوان أبيض الحاجب (الاسم العلمي: Penelope jacucaca) هو نوع من الطيور يتبع جنس الغوان بنيلوب من فصيلة القرازية.